# T/Aboret
T/Aboret – polski muzyczny zespół etno-jazzowy powstały w 2015 roku w Warszawie.
Laureat I miejsca i nagrody publiczności w konkursie „Scena Otwarta” XXV Międzynarodowego Festiwalu Muzyki Ludowej Mikołajki Folkowe „Spójność brzmienia, autentyzm współmuzykowania oraz umiejętne stosowanie tradycyjnych motywów w jazzowych aranżacjach”.
Muzycy mają klasyczne wykształcenie muzyczne. Sprawnie poruszają się w różnych stylistykach muzycznych – w tradycyjnych pieśniach polskich, improwizacjach jazzowych, nieparzystych rytmach, indyjskich systemach rytmicznych.
Skład
- Natalia Czekała – fortepian, śpiew
- Karolina Matuszkiewicz – śpiew, skrzypce, suka biłgorajska, fidel płocka, kemancze, kobyz
- Maciej Szczyciński – kontrabas
- Krzysztof Guzewicz – perkusja, tabla, udu, darbuka, cajon, tombak, mazhar, daf